# ماري باتس
ماري باتس (بالإنجليزية: Mary Butts)‏ (13 ديسمبر 1890 في المملكة المتحدة - 5 مارس 1937، بينزانس في المملكة المتحدة)؛ كاتِبة وروائية بريطانية.

## روابط خارجية
- ماري باتس على موقع الموسوعة البريطانية (الإنجليزية)
- ماري باتس على موقع ديسكوغز (الإنجليزية)